# Marek Rojíček
Marek Rojíček (* 26. května 1976 Třinec) je český ekonom a ekonomický statistik, od ledna 2018 předseda Českého statistického úřadu, předtím v letech 2014 až 2018 působil jako místopředseda ČSÚ.

## Život
V letech 1990 až 1995 vystudoval Obchodní akademii ve Frýdku-Místku a následně v letech 1995 až 2001 obor hospodářská politika na Fakultě národohospodářské Vysoké školy ekonomické v Praze (získal titul Ing.). Ve stejném oboru pak na VŠE v Praze absolvoval doktorské studium v letech 2002 až 2009 (získal titul Ph.D.).
V září 2001 se stal zaměstnancem Českého statistického úřadu. Nejprve působil jako expert v oblasti sektorových účtů, v roce 2003 se stal vedoucím oddělení meziodvětvových tabulek. Na počátku roku 2007 opět povýšil, když začal zastávat funkci vrchního ředitele sekce makroekonomických statistik. K tomu v letech 2005 až 2011 pracoval na poloviční úvazek jako výzkumný pracovník na Centru ekonomických studií Vysoké školy ekonomie a managementu v Praze.
V dubnu 2014 se stal místopředsedou Českého statistického úřadu. Po úmrtí předsedkyně ČSÚ Ivy Ritschelové v prosinci 2017 jej navrhla Vláda ČR v lednu 2018 jako jejího nástupce. V lednu 2018 ho do funkce jmenoval prezident Miloš Zeman.
Marek Rojíček je ženatý, má dvě děti. V letech 2005-2023 byl členem International Input-Output Association. Je předsedou Partnership Group v rámci výboru pro Evropský statistický systém pro období 2024-2025, členem České společnosti ekonomické, hovoří anglicky a francouzsky. Jako předseda Českého statistického úřadu zastává funkci místopředsedy České statistické společnosti.